# Hopman Cup 1998
La Hopman Cup 1998 è stata la 10ª edizione della Hopman Cup,torneo di tennis riservato a squadre miste. 
Vi hanno partecipato 8 squadre di tutti i continenti e si è disputata al Burswood Entertainment Complex di Perth in Australia,
dal 4 al 10 gennaio 1998. La vittoria è andata alla coppia slovacca formata da Karina Habšudová e Karol Kučera,
che hanno battuto la coppia francese formata da Mary Pierce e Cédric Pioline.

## Finale
| Slovacchia 2 | Burswood Entertainment Complex, Perth 4 gennaio - 10 gennaio 1998 Cemento indoor | Burswood Entertainment Complex, Perth 4 gennaio - 10 gennaio 1998 Cemento indoor | Francia 1 |     |   |  |
| \| \| \| \| 1 \| 2 \| 3 \| \| \| - \| \| ------------------------------------------------------------ \| --- \| --- \| - \| \| \| 1 \| \| Karina Habšudová Mary Pierce \| 4 6 \| 6 7 \| \| \| \| 2 \| \| Karol Kučera Cédric Pioline \| 7 6 \| 6 4 \| \| \| \| 3 \| \| Karina Habšudová / Karol Kučera Mary Pierce / Cédric Pioline \| 6 3 \| 6 4 \| \| \| |                                                                                  |                                                                                  |           |     |   |  |
| |                                                                                  |                                                                                  | 1         | 2   | 3 |  |
| 1 | Slovacchia (bandiera) · Francia (bandiera)                                       | Karina Habšudová Mary Pierce                                                     | 4 6       | 6 7 |   |  |
| 2 | Slovacchia (bandiera) · Francia (bandiera)                                       | Karol Kučera Cédric Pioline                                                      | 7 6       | 6 4 |   |  |
| 3 | Slovacchia (bandiera) · Francia (bandiera)                                       | Karina Habšudová / Karol Kučera Mary Pierce / Cédric Pioline                     | 6 3       | 6 4 |   |  |

## Campioni
| Vincitori della Hopman Cup 1998 |
| ------------------------------- |
| Slovacchia (1º titolo)          |